# ヴァイオリン協奏曲 (リゲティ)
リゲティのヴァイオリン協奏曲（ヴァイオリンきょうそうきょく） は、1990年に作曲されたヴァイオリンと管弦楽のための協奏曲。当初は3楽章形式で作曲されたが、1992年に改訂され現行の5楽章形式となった。

## 初演
1990年11月3日 ケルンにて、サシュコ・ガヴリーロフの独奏、ベルティーニ指揮のケルン放送交響楽団により演奏（3楽章形式）された。
現行の5楽章形式のものは、1992年10月8日 同じくケルンにて、ガヴリーロフの独奏、エトヴェシュ指揮のアンサンブル・モデルンにより演奏された。

## 編成
ソロ
独奏ヴァイオリン
木管楽器
フルート2（アルトフルート、ピッコロ、ソプラノリコーダー、アルトリコーダー持ち替え）
オーボエ1（オカリナ持ち替え）
クラリネット2（Es管クラリネット、バスクラリネット、オカリナ2持ち替え）
ファゴット1（オカリナ持ち替え）
金管楽器
ホルン2
トランペット1
トロンボーン1
打楽器
ティンパニ
吊りシンバル
タムタム
ウッドブロック
小太鼓
大太鼓
クロタル
チャイム
ゴング
鞭
グロッケンシュピール
ヴィブラフォン
シロフォン
マリンバ
スワニーホイッスル
弦楽器
ヴァイオリン1（スコルダトゥーラ）※通常よりすべての弦を45セント低くチューニングする。
ヴァイオリン4
ヴィオラ1（スコルダトゥーラ）※通常よりすべての弦を14セント低くチューニングする。
ヴィオラ2
チェロ2
コントラバス1

## 構成
- 第1楽章：前奏曲 Vivacissimo luminoso
- 第2楽章：アリア、ホケトゥス、コラール Andante con moto
- 第3楽章：間奏曲 Presto fluido
- 第4楽章：パッサカリア Lento intenso
- 第5楽章：アパッショナート Agitato molto